# Fauna de Mato Grosso

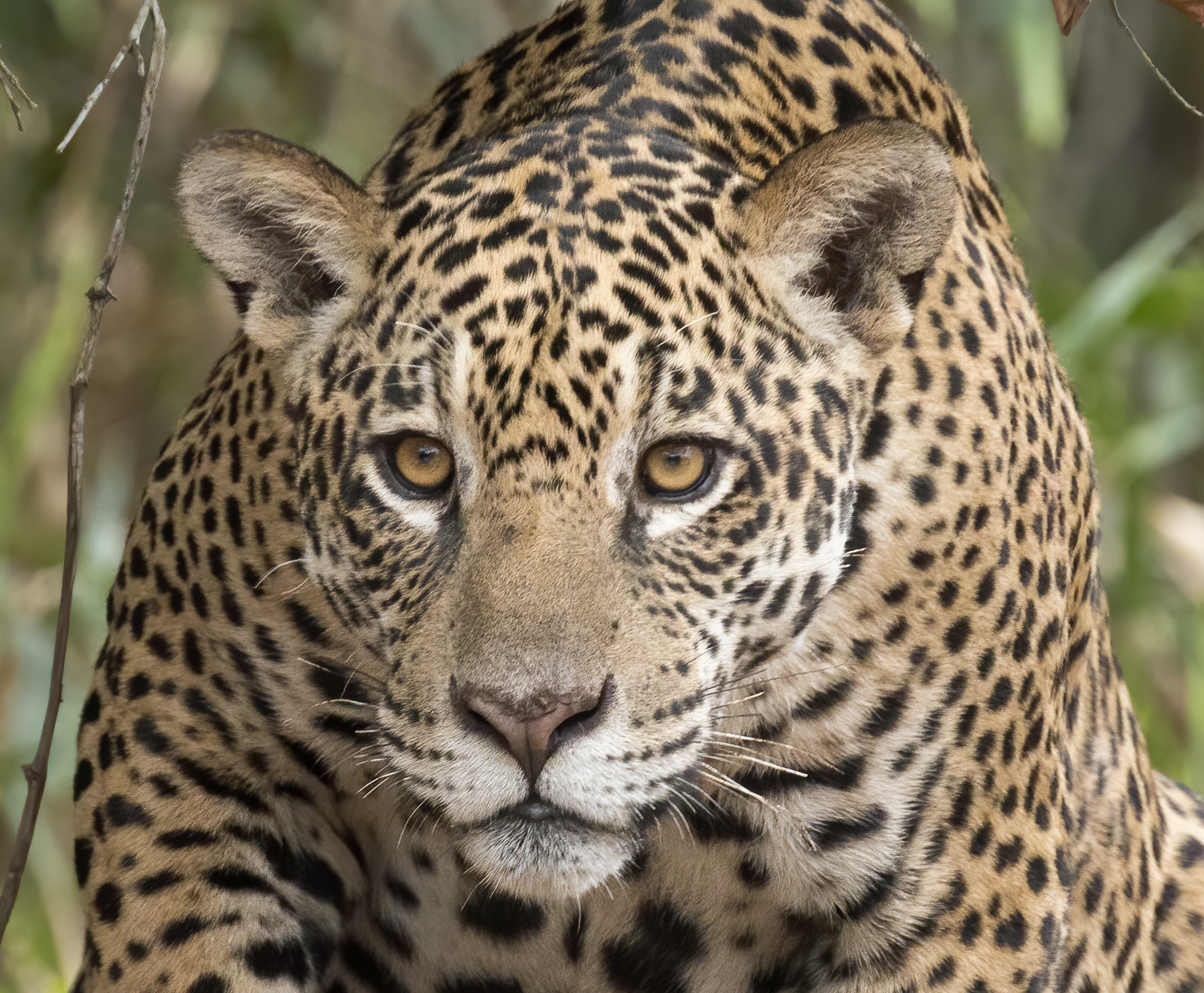
Onça-pintada fotografada no rio Piquirí, Pantanal

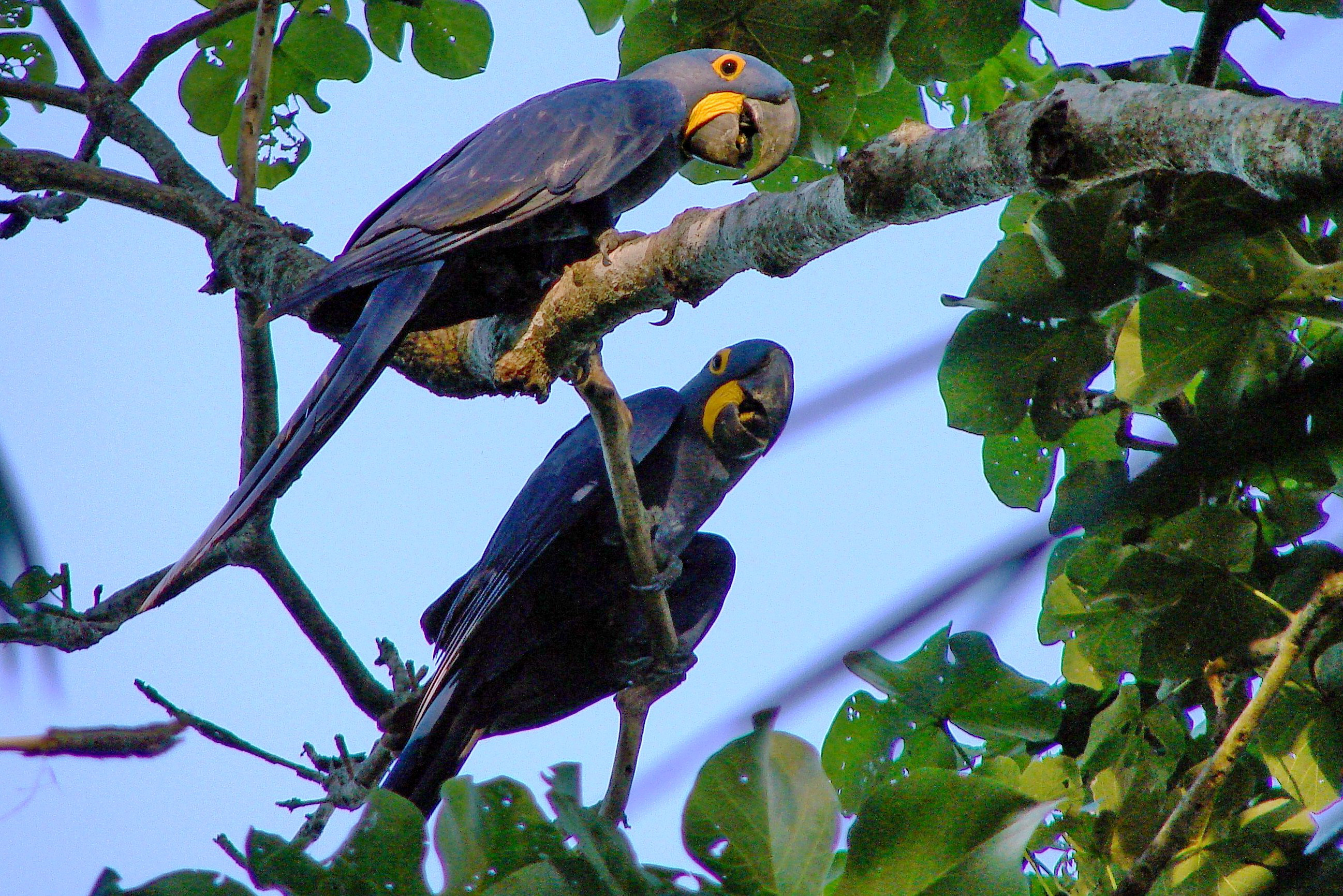
Araras Azuis do Pantanal Brasileiro.

A Fauna do Mato Grosso é um testemunho da incrível diversidade e resiliência da vida selvagem brasileira. De suas majestosas onças-pintadas às coloridas araras, cada espécie desempenha um papel vital na rica tapeçaria da natureza deste estado. No entanto, é um dever proteger e preservar essa biodiversidade para as gerações futuras, garantindo que as maravilhas da fauna do Mato Grosso continuem a inspirar e encantar o mundo.
O Mato Grosso, situado no coração do Brasil, é um estado abençoado com uma biodiversidade deslumbrante. Suas vastas florestas, extensas planícies e ecossistemas únicos abrigam uma variedade impressionante de vida selvagem, tornando-o um verdadeiro paraíso para os amantes da natureza e cientistas.

## Panorama da fauna
A fauna do Mato Grosso é tão diversa quanto os ecossistemas que a abrigam. Desde as profundezas da Amazônia até as vastas planícies do Pantanal, uma riqueza de vida selvagem floresce neste estado. Entre os mamíferos, espécies como onças-pintadas, antas, tamanduás, capivaras e veados vagueiam pelas florestas e savanas. Enquanto isso, uma miríade de aves coloridas, incluindo araras, tucanos e seriemas, enfeitam os céus.
No Pantanal, a vida aquática é abundante, com jacarés, sucuris, lontras e uma grande variedade de peixes habitando seus rios e lagoas. Enquanto isso, nas florestas amazônicas do norte, criaturas como macacos, preguiças, ariranhas e uma infinidade de aves e insetos prosperam em um dos ecossistemas mais diversos do planeta.

## Desafios e ameaças
Apesar de sua riqueza natural, a fauna do Mato Grosso enfrenta uma série de desafios e ameaças. A perda de habitat devido ao desmatamento e à expansão agrícola é uma das principais preocupações, especialmente para espécies que dependem de ecossistemas específicos, como a onça-pintada e o tamanduá-bandeira.
A caça ilegal e o tráfico de animais silvestres também representam ameaças significativas, colocando em risco espécies vulneráveis e em perigo de extinção. Além disso, as mudanças climáticas estão exacerbando esses problemas, afetando os padrões de chuva, os ciclos de vida e os habitats naturais das espécies.

## Conservação e proteção
Diante desses desafios, a conservação da fauna do Mato Grosso torna-se uma prioridade urgente. Felizmente, existem várias iniciativas e organizações dedicadas à proteção e preservação da vida selvagem neste estado. Parques nacionais, reservas e áreas protegidas desempenham um papel crucial na conservação de habitats vitais e na promoção de pesquisas científicas e educação ambiental.
Além disso, o envolvimento das comunidades locais, o fortalecimento da aplicação da lei e a conscientização pública são fundamentais para garantir um futuro sustentável para a fauna do Mato Grosso. Ao valorizar e proteger esses tesouros naturais, não apenas garantimos a sobrevivência de espécies únicas, mas também preservamos a saúde e a beleza dos ecossistemas que sustentam a vida no estado.